# Fusion international

Logo von Fusion in Deutschland

Fusion international (Aussprache: ['fjuʃən]) ist eine international agierende, in Australien als gemeinnützig anerkannte Organisation. Sie befasst sich nach eigenen Angaben in derzeit 22 Ländern der Erde vor allem mit offenen Angeboten für Kinder und Jugendliche. Sie wurde 1960 in Australien von Mal Garvin gegründet. Seit 2006 ist sie auch in Deutschland aktiv.
Als Arbeitsschwerpunkt gibt Fusion dabei Stadtteil- und Nachbarschaftsarbeit an. Ziel dabei ist es, ein „soziales Kapital“ nachhaltig aufzubauen. Die Organisation ist mit etwa 250 ausgebildeten hauptamtlichen und über 20.000 ehrenamtlichen Mitarbeitern weltweit tätig, somit ist sie auf das freiwillige Engagement der Menschen vor Ort angewiesen.

## Arbeitsweise und Ziele
Nach eigenen Angaben ist es das oberste Ziel, Menschen wohnortnahe Unterstützung aller Art anzubieten, Hilfe zu leisten und dadurch neue Perspektiven zu vermitteln. Dabei konzentriert sich Fusion auch auf bereits existierende soziale Netzwerke und Angebote, wie etwa Kirchengemeinden oder Vereine. Daher der Name „Fusion“: Es soll erreicht werden, dass Organisationen, Gemeinden und Verbände in ihrer jeweiligen Arbeit gemeinsam „an einem Strang“ ziehen. Die Organisation bezeichnet sich selbst als christliche Jugend- und Gemeinschaftsorganisation. Das internationale Motto Fusions lautet daher: „Bringing young people and communities together with hope“ (deutsch: „Junge Menschen und Gemeinschaften mit Hoffnung zusammenbringen“). Fusions Arbeit gliedert sich in folgende Zielbereiche:

### Festivals
Mit diesen Festen will Fusion in erster Linie ein offenes Angebot für Familien schaffen. Während die Kinder mit einem bunten Unterhaltungsprogramm gemeinsam spielen, können sich Eltern miteinander oder mit Fusion-Mitarbeitenden austauschen. Auf diese Weise hofft Fusion, Stadtteile positiv zu verändern. Außerdem will Fusion mit den Festivals auf sich aufmerksam und seine Arbeit bekannt machen.

### Daytrips
Als „Day Trips“ werden Tagesausflüge für Kinder und Jugendliche bezeichnet. Sie sind erlebnispädagogische Aktionstage, an dem junge Leute Beziehungen untereinander und zu den Mitarbeitern aufbauen. Nach Angaben von Fusion soll dabei eine Atmosphäre geschaffen werden, in der sich jeder so wertgeschätzt weiß, wie er ist und Selbstbewusstsein und Vertrauen in jedem gestärkt werden, der dabei ist.

### Ausbildung
Fusion will nach eigenen Angaben vor allem sozial benachteiligten Menschen die Möglichkeit einer Ausbildung im sozialen Bereich anbieten. In Australien sind Fusions Ausbildungskurse und Seminare staatlich anerkannt. Langfristiges Ziel von Fusion ist es, dies auch in Deutschland und anderen Ländern zu erreichen.

### Austauschprogramme
Fusion bietet zudem Austauschprogramme für junge Menschen an. Fusion-Mitarbeitende und andere Interessierte reisen u. a. zur Mitarbeit an einzelnen Aktionen zu international vertretenen Fusion-Distributionen.

## Fusion-Centers
In den eigenen Fusion-Centers bietet Fusion Ausbildung sowohl eigener Mitarbeiter an, als auch Ausbildungsangebote im sozialen Bereich für die Öffentlichkeit, besonders aber für sozial benachteiligte junge Menschen (s. o.). Insgesamt verfügt Fusion über etwa 30 solcher Zentren auf der ganzen Welt. Der Versuch in Deutschland ein Zentrum aufzubauen scheiterte, da die Organisation ihren Zahlungsverpflichtungen für die ursprünglich gekaufte Immobilie der Evangelischen Kirche von Westfalen in Iserlohn nicht nachkam.